# Arão Noé da Costa Amaral

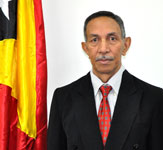
Arão Noé da Costa Amaral (2012)

Arão Noé de Jesus da Costa Amaral (* 7. Juni 1955 in Fahinehan, Manufahi, Portugiesisch-Timor) ist ein Politiker aus Osttimor. Er ist Mitglied der Partei Congresso Nacional da Reconstrução Timorense (CNRT).

## Werdegang

### Frühen Jahre und erste Jahre in der Politik
Amaral besuchte von 1963 bis 1970 die Schule in Soibada und absolvierte sie bis zur 4. Klasse. Zwischen 1993 und 2007 war er Reporter und schrieb unter anderem für die Timor Post.
Seit 2001 ist Amaral Abgeordnete des Nationalparlaments Osttimors. Bis 2007 war er Abgeordneter der FRETILIN. 2007 und 2012 zog Amaral mit der neuen Regierungspartei CNRT erneut ins Parlament ein. In der Partei wurde er Vizekoordinator der Region II. 2017 rückte Amaral am 5. September für Xanana Gusmão als Abgeordneter nach, nachdem er den Wiedereinzug bei den Wahlen 2017 auf Listenplatz 25 knapp verpasst hatte. Amaral wurde zum Fraktionsvorsitzenden gewählt. Außerdem war er Mitglied in der Kommission für konstitutionelle Angelegenheiten, Justiz, Öffentliche Verwaltung, lokale Rechtsprechung und Korruptionsbekämpfung (Kommission A).
Von 2001 bis 2007 war Amaral Mitglied des Zentralkomitees der FRETILIN (CCF). Nach seinem Parteiwechsel war er Mitglied der Comissão Diretiva Nacional (CDN) des CNRT ab 2011 und von 2016 bis 2021 Vizepräsident der CDN.

### Parlamentspräsident

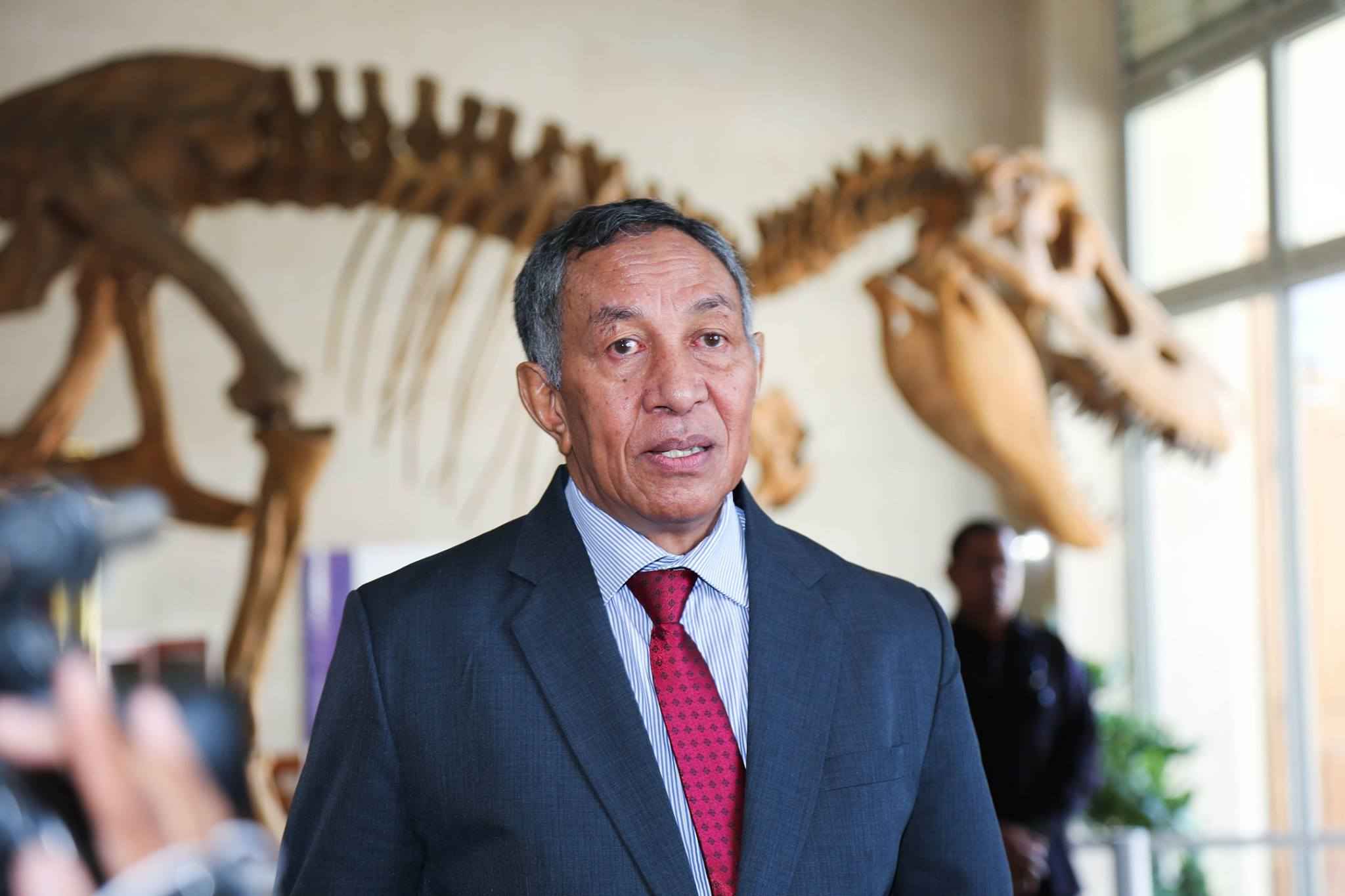
Arão Noé da Costa Amaral im Präsidentenpalast (2018)

Nach der Auflösung des Parlaments trat Amaral bei den Neuwahlen am 12. Mai 2018 auf Listenplatz 5 der Aliança para Mudança e Progresso (AMP) an, zu der auch der CNRT gehört, und zog erneut in das Parlament ein. Am 13. Juni wurde Amaral zum neuen Parlamentspräsidenten gewählt. Er erhielt mit 36 Stimmen zwei mehr, als die AMP im Parlament hat. Von 2017 bis 2020 war Amaral Generalkoordinator der Juristischen Kommission der AMP.
Am 5. Mai 2020 stellten FRETILIN, PLP und KHUNTO einen Antrag der Absetzung des Parlamentspräsidiums. Es gäbe „eine große Sorge im Zusammenhang mit der Arbeit des Parlaments und Amarals“. Er habe die Interessen des CNRT bevorzugt und das Parlament in seiner Arbeit boykottiert, so bei der Verzögerung der Entscheidung über die Verlängerung des Ausnahmezustands wegen der COVID-19-Pandemie in Osttimor. Obwohl die Geschäftsordnung des Parlaments zwar vorschreibt, dass über einen Entlassungsantrag innerhalb von fünf Tagen abzustimmen ist, weigerte sich Amaral, einen Termin dafür festzulegen. Amaral erklärte, der Entlassungsantrag werde zur Zeit geprüft und verwies darauf, dass in der letzten Legislaturperiode ein Absetzungsverfahren gegen den damaligen Parlamentspräsidenten Aniceto Guterres Lopes von der FRETILIN über sechs Monate verzögert wurde. Den damaligen Antrag vom 4. Dezember 2017 hatten CNRT, PLP und KHUNTO gestellt.
Vizeparlamentspräsidentin Maria Angelina Lopes Sarmento (PLP) brach die Blockade, indem sie eine Ladung zur Sitzung aussprach, was Amaral wiederum als Bruch der Geschäftsordnung bezeichnete. Nach zwei turbulenten Sitzungstagen setzte am 19. Mai die Mehrheit der Abgeordneten aus FRETILIN, PLP und KHUNTO Amaral ab und wählte seinen Vorgänger Aniceto Guterres Lopes wieder zum Parlamentspräsidenten. Amaral reichte gegen das gesamte Verfahren Klage beim Tribunal de Recurso de Timor-Leste ein, räumte aber sein Büro und überließ Guterres Lopes seinen Dienstwagen.
Ab dem 16. Juni 2020 war Amaral einfaches Mitglied der Parlamentskommission für konstitutionelle Fragen und Justiz (Kommission A). Bei den Parlamentswahlen 2023 trat Amaral nicht mehr an.

## Ehrungen
2023 erhielt Amaral den Ordem de Timor-Leste.